# Gornji Detlak
Gornji Detlak je naseljeno mjesto u sastavu Grada Dervente, Republika Srpska, BiH.

## Zemljopisni položaj
Ovo je jedno od većih sela derventske općine koje se nalazi na samom zapadu iste i graniči na svom zapadnom dijelu sa susjednom općinom Prnjavor. Selo graniči i s još nekim derventskim selima: Drijenom, Kalenderovcima i Ljupljanicom.

## Stanovništvo
| Gornji Detlak      |              |                |                |
| godina popisa      | 1991.        | 1981.          | 1971.          |
| Srbi               | 981 (95,15%) | 1.081 (96,69%) | 1.051 (94,94%) |
| Hrvati             | 3 (0,29%)    | 18 (1,61%)     | 8 (0,72%)      |
| Muslimani          | 0            | 0              | 0              |
| Jugoslaveni        | 21 (2,03%)   | 8 (0,71%)      | 0              |
| ostali i nepoznato | 26 (2,52%)   | 11 (0,98%)     | 48 (4,33%)     |
| ukupno             | 1.031        | 1.118          | 1.107          |

## Vanjske poveznice
- Satelitska snimka  Arhivirana inačica izvorne stranice od 1. ožujka 2021. (Wayback Machine)